# Club d'aviron Getxo
Maillots

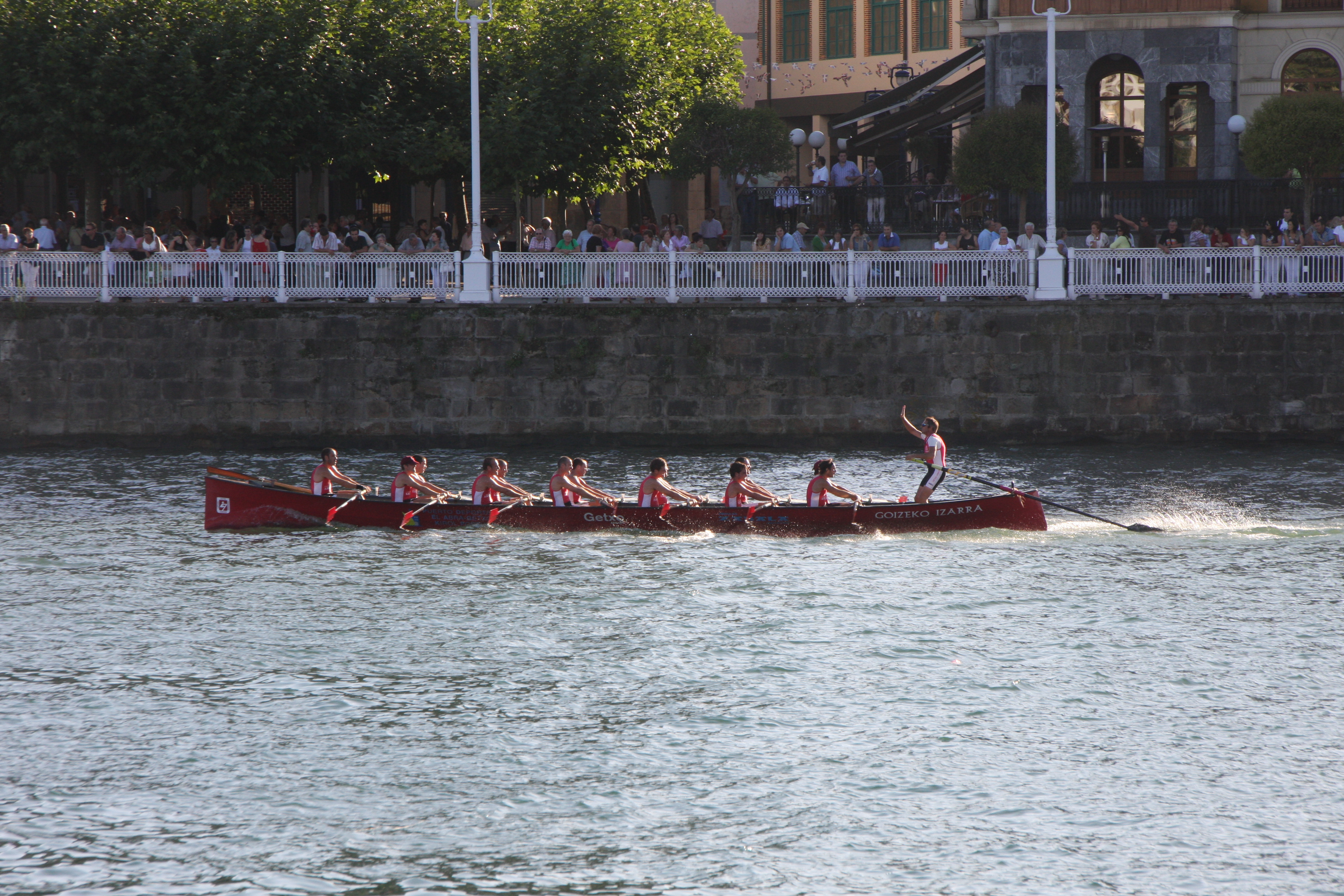
La trainière Goizeko Izarra du club de Getxo en 2009.

Le Club d'aviron Getxo (Getxo Arraun Elkartea en basque) est un club d'aviron (trainière) de Getxo. Il se trouve en concurrence avec un autre club de la ville, le Club d'aviron Algorta, issu du quartier éponyme. La trainière s'appelle Goizeko izarra (étoile du matin en basque).
En 2008 il participe à la Ligue ARC en prenant la seconde place et en 2009 il obtient la troisième place. En 2010 il se classe 10°.

### Sources
- (eu) Cet article est partiellement ou en totalité issu de l’article de Wikipédia en basque intitulé « Getxo Arraun Elkartea » (voir la liste des auteurs).